# ЛАЗ-699
ЛАЗ-699 - міжміський автобус великого класу, що випускався Львівським автобусним заводом з 1964 по 2002 рік. Автобус випускався в наступних поколіннях: 
- ЛАЗ-699А (1964-1966)
- ЛАЗ-699Н (1976-1978)
- ЛАЗ-699Р (1978-2002)
- ЛАЗ-699Т (2000-2002)

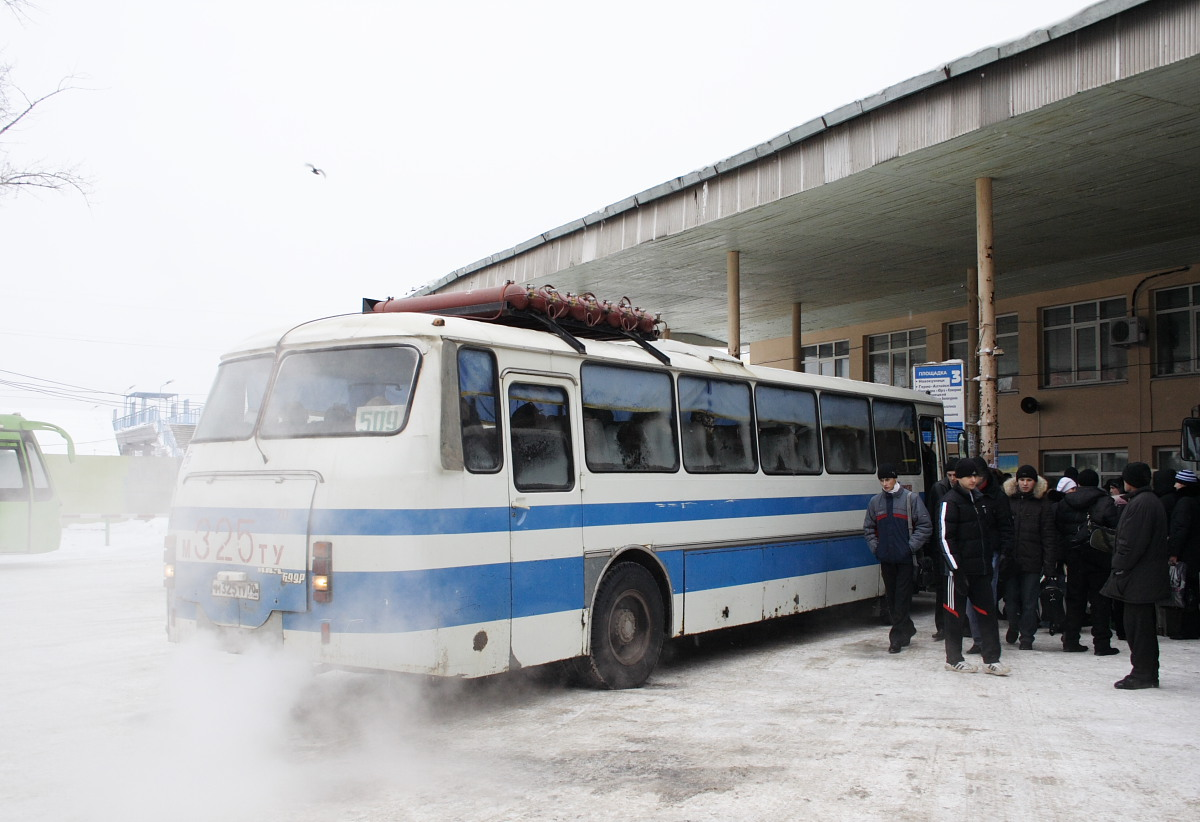
ЛАЗ-699

Перший дослідний зразок туристичного автобуса ЛАЗ-699 був побудований в 1960 році і мав назву «Карпати». 
На відміну від базової моделі Львівського заводу ЛАЗ-695, «699-й» був подовжений на одну секцію і відрізнявся кращою комфортабельністю. У своїй комплектації він мав холодильник, відсік для термосів, гардероб, туалет, два великих розсувних люка в даху і 34 м'яких регульованих пасажирських сидіння з вмонтованими в підголовник динаміками радіоприймача. 
На автобусі стояв V-подібний двигун ЗІЛ-375 з однодисковим зчепленням і синхронізованою механічною коробкою передач, пневматична підвіска, для передніх коліс - незалежна, гідропідсилювач керма, пневматичні гальма з роздільними контурами для передньої та задньої осі. 
У 1961 році автобус демонструвався на ВДНГ СРСР і в тому ж році був показаний вищому керівництву країни, в тому числі і М. С. Хрущову.

## ЛАЗ-699А
У грудні 1960 року були готові два примірники автобуса ЛАЗ-699А «Карпати», які конструкційно повністю відповідали попередньому примірнику, за винятком встановленої на одному з них дистанційної системи перемиканням передач, але, найголовніше, дані екземпляри відрізнялися від ЛАЗ-699 плануванням салону. 
Від установки буфету, гардероба і туалету в автобусах відмовилися, а за рахунок простору, що звільнився, збільшили кількість посадкових місць до 41. Надалі таке планування прийняли за базове і далі всі дослідні автобуси випускалися в модифікації ЛАЗ-699А. 
У 1961 році було випущено ще кілька дослідних екземплярів автобуса ЛАЗ-699А. Вони зберегли чотирифарну систему освітлення, але фари були розташовані традиційно горизонтально. 
У 1962 році автобус проходив випробування в Криму, в ході яких у держкомісії виникли претензії до надійності агрегатів. Після усунення недоліків у конструкції дослідних автобусів у 1963 році був побудований модернізований варіант автобуса ЛАЗ-699А «Карпати-1». 
Автобус спеціально була підготовлена для додаткових державних випробувань, зокрема, на ньому були встановлені надійніші мости від вантажного автомобіля МАЗ-500, які дозволили розв'язати проблему довговічності агрегатів, до яких в основному і були претензії на випробуваннях. Цей автобус ще зберіг чотирифарну систему освітлення, але це був останній чотирифарний ЛАЗ-699. 
В 1964 році на Львівському автобусному заводі розпочався серійний випуск великих міжміських автобусів під найменуванням ЛАЗ-699А «Турист». На серійних автобусах були відсутні буфети, гардероби і туалети.  Автобус був максимально спрощений, зате він комплектувався двигуном ЗІЛ-375, потужністю 180 к. с. Кількість місць для сидіння в автобусі становила 41. 
Цікаво, що одночасно випускалися автобуси з двома типами даху - з жорсткою суцільнометалевою і з дахом, що має брезентовий люк. 
Виробництво автобуса тривало всього два роки, після чого автобус був знятий з виробництва, через проблеми з надійністю кузова у вигляді низької жорсткості на кручення. Було випущено невелику кількість цих машин. В наш час[коли?] збережені екземпляри ЛАЗ-699А невідомі. 
У 1967 р. навесні автобус брав участь у Міжнародному конкурсі автобусів в Ніцці і п'ятнадцятий туристичному автобусному ралі по дорогах Європи. Цей автобус разом з автобусом ЛАЗ «Україна-67» отримали Великі призи та медалі Комісаріату з туризму Франції.

## ЛАЗ-699Н
У кінці шістдесятих років фахівцями Головного Спеціалізованої Конструкторського Бюро по автобусах (ГСКБ) був розроблений новий модифікований кузов для автобусів ЛАЗ-695Н і ЛАЗ-697Н, зовні відрізнявся від попередніх модифікацій сучаснішим дизайном і високими лобовими склами. 
На його основі в 1969 році був створений дослідний автобус ЛАЗ-699Н, кузов якого відрізнявся від попередньої модифікації ЛАЗ-699А підвищеною міцністю. Замість пневматичної підвіски автобус оснащується ресорно-пружинної, аналогічної підвісці машин серій 695 і 697. Також у цього автобуса з'явилася двері запасного виходу в задньому звисі, яка з цього моменту стає обов'язковою для всіх наступних автобусів сімейства ЛАЗ-699. 
Від майбутніх серійних машин дослідний ЛАЗ-699Н відрізнявся відсутністю повітрозабирача на даху - відповідно в кожному бічному вікні були зсувні кватирки, як і у попередньої модифікації, і у міських моделей. 
Наступні дослідні зразки автобуса ЛАЗ-699Н «Турист» з'явилися в 1972 році. Один з цих автобусів в 1973 році експонувався на ВДНГ СРСР. У 1973 році були побудовані дослідні ЛАЗ-699Н з системою природної вентиляції. На даху цього автобуса розташовувався повітрозабірник, а кватирки у вікнах відсутні. Ці машини пішли в серію через три роки - у 1976-му. 
Серійний ЛАЗ-699Н випускався з 1976 по 1978 рр. в обмежених кількостях.

## ЛАЗ-699Р

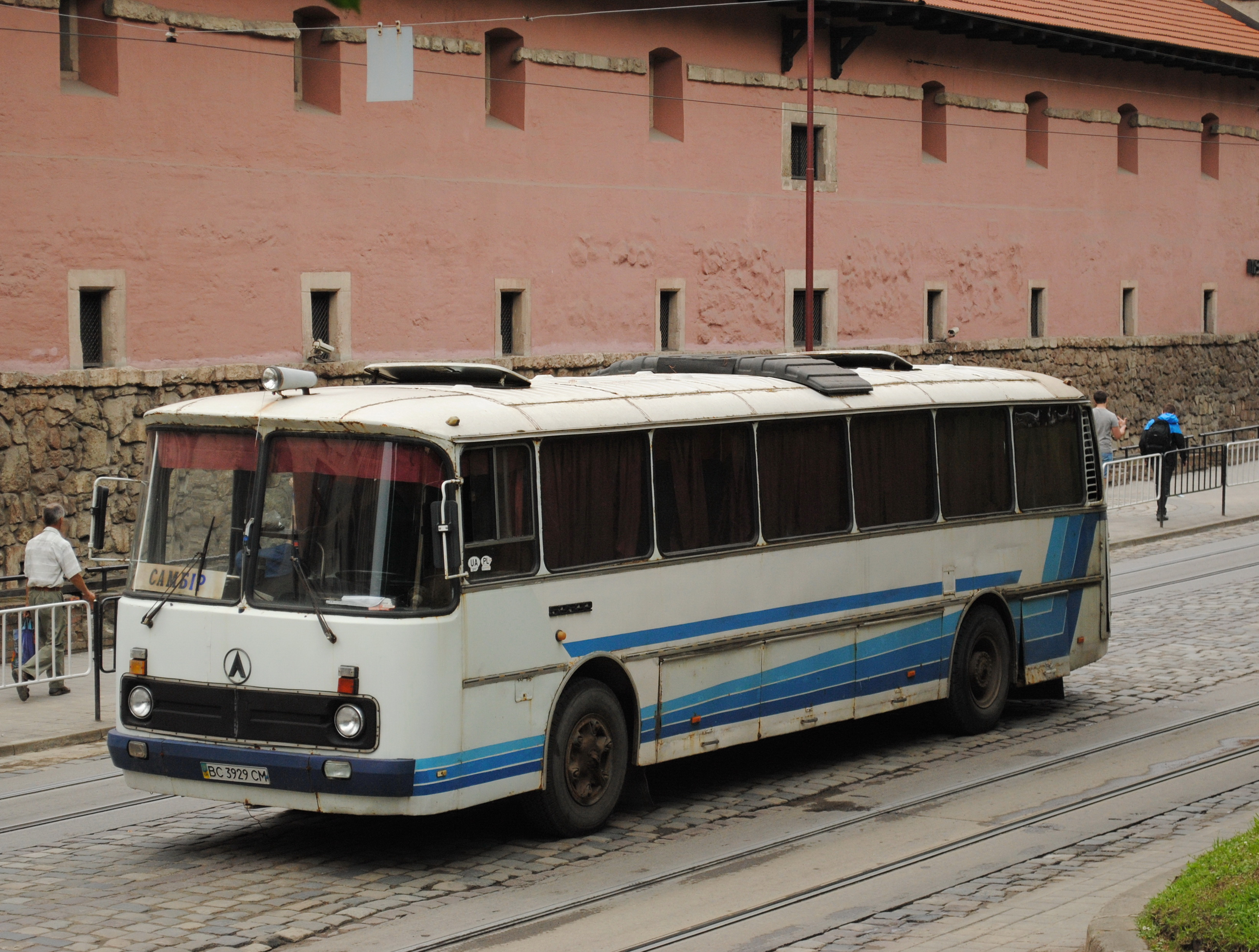
ЛАЗ-699Р на маршруті Львів—Самбір

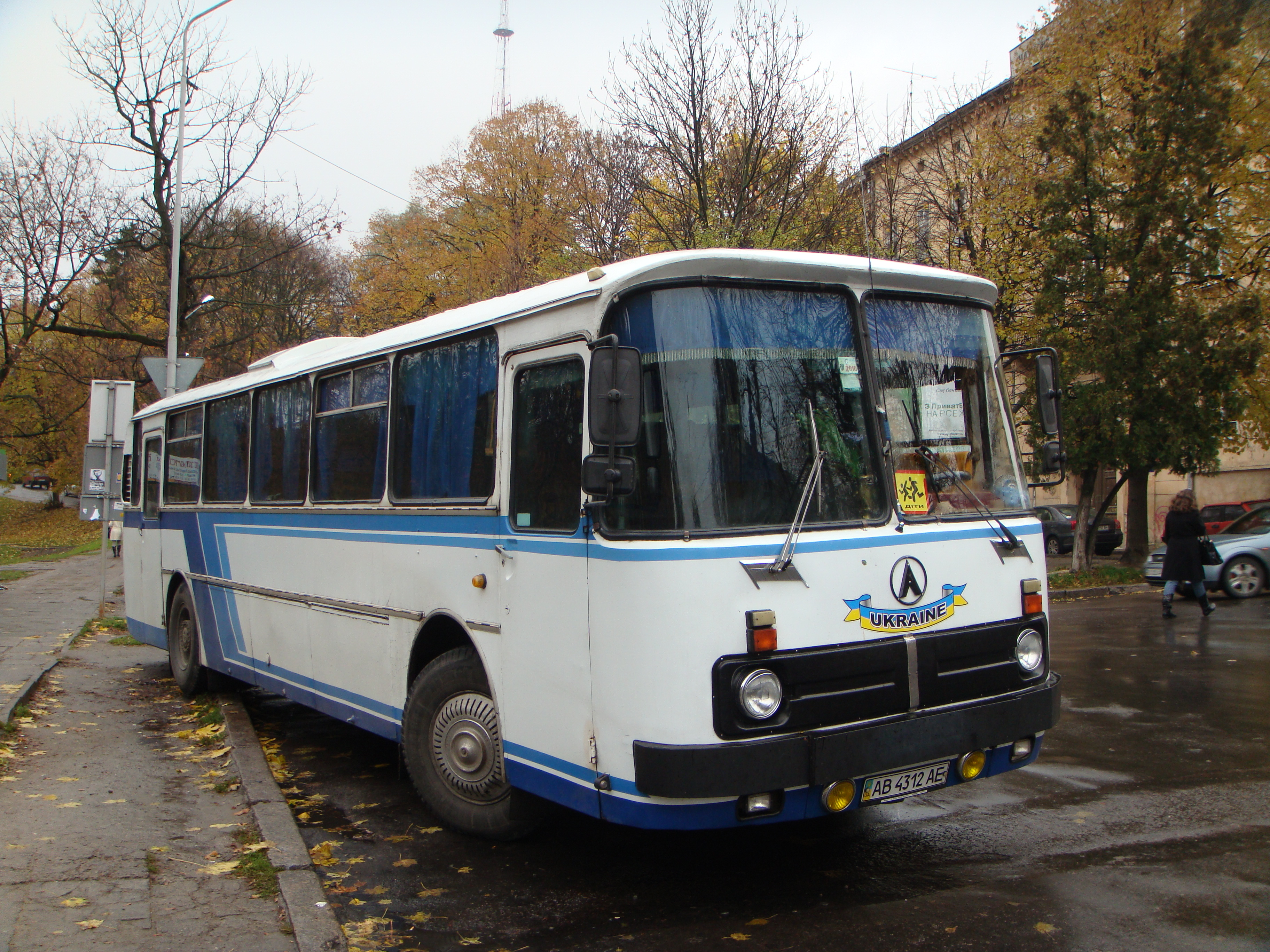
ЛАЗ-699Р в Тернополі

У 1978 році на зміну автобусу ЛАЗ-699Н прийшов новий великий туристичний автобус ЛАЗ-699Р. Але по-справжньому масовий випуск ЛАЗ-699Р почався в 1983 році, коли за рахунок зменшення випуску ЛАЗ-697Р розгорнулося великосерійне виробництво ЛАЗ-699Р. 
До 2002 року, поки тривало виробництво цього автобуса, він не раз піддавався модернізаціям і природно змін у зовнішньому вигляді, але при цьому кузов і основні агрегати автобуса залишалися колишніми. 
Автобуси ЛАЗ-699Р перших випусків можна відрізнити за алюмінієвої фальш-радіаторних ґратах на передку, а в найбільш ранніх автобусів (приблизно до 1981 року) ще були «москвичевським» прямокутні фари і маленька квадратна емблема з буквою «Л» всередині. З 1981 року фари замінили круглими, а емблема стала виглядати як велика літера «Л» в крузі. 
Але водночас, у першій половині 80-х років паралельно проводився невеликими партіями автобус ЛАЗ-699Р у виконанні «люкс», в основному для обслуговування різних високих державних установ. Відмінною особливістю таких автобусів не бракувало зовнішніх декоративних деталей з чорної пластмаси (фальш-решітка радіатора, ковпаки коліс, повітрозабірник на даху), а також передній бампер з вбудованими протитуманними фарами. 
В кінці 80-х років на автобусах скасували алюмінієву фальш-радіаторну решітку, а з 1993 року на автобусах перестали встановлювати водійські двері в лівому борту. На деякі автобуси ЛАЗ-699Р останніх років випуску із заводу могли встановлюватися мости з дисковими колесами. Виготовлявся до 2002 року.

## ЛАЗ-699Д
У 1976 році був представлений дослідний автобус ЛАЗ-699Д (замість карбюраторного двигуна ЗІЛ-375Я5, оснащений дизельним двигуном ЯМЗ-740 потужністю 210 к. с.).

## Світлини

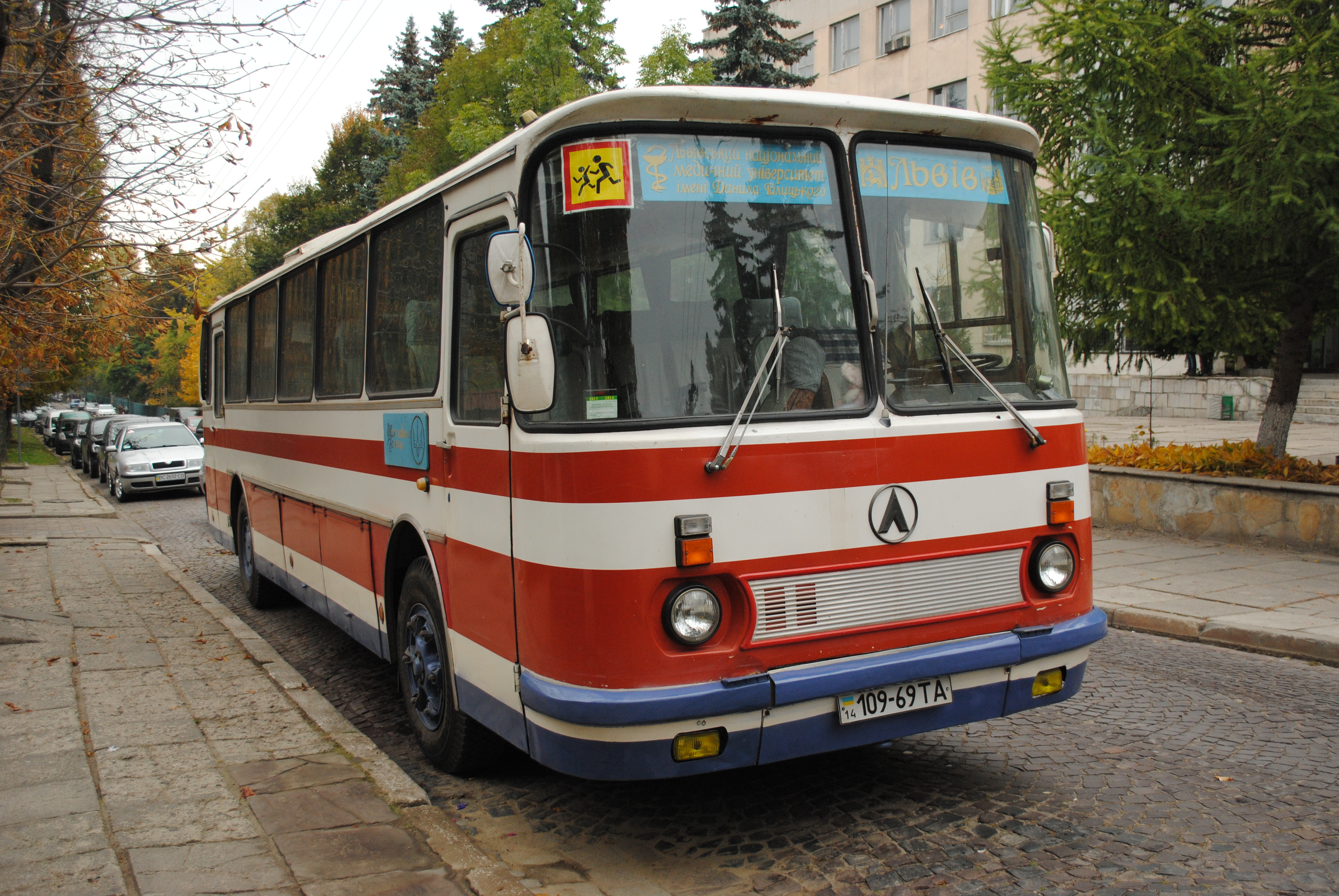
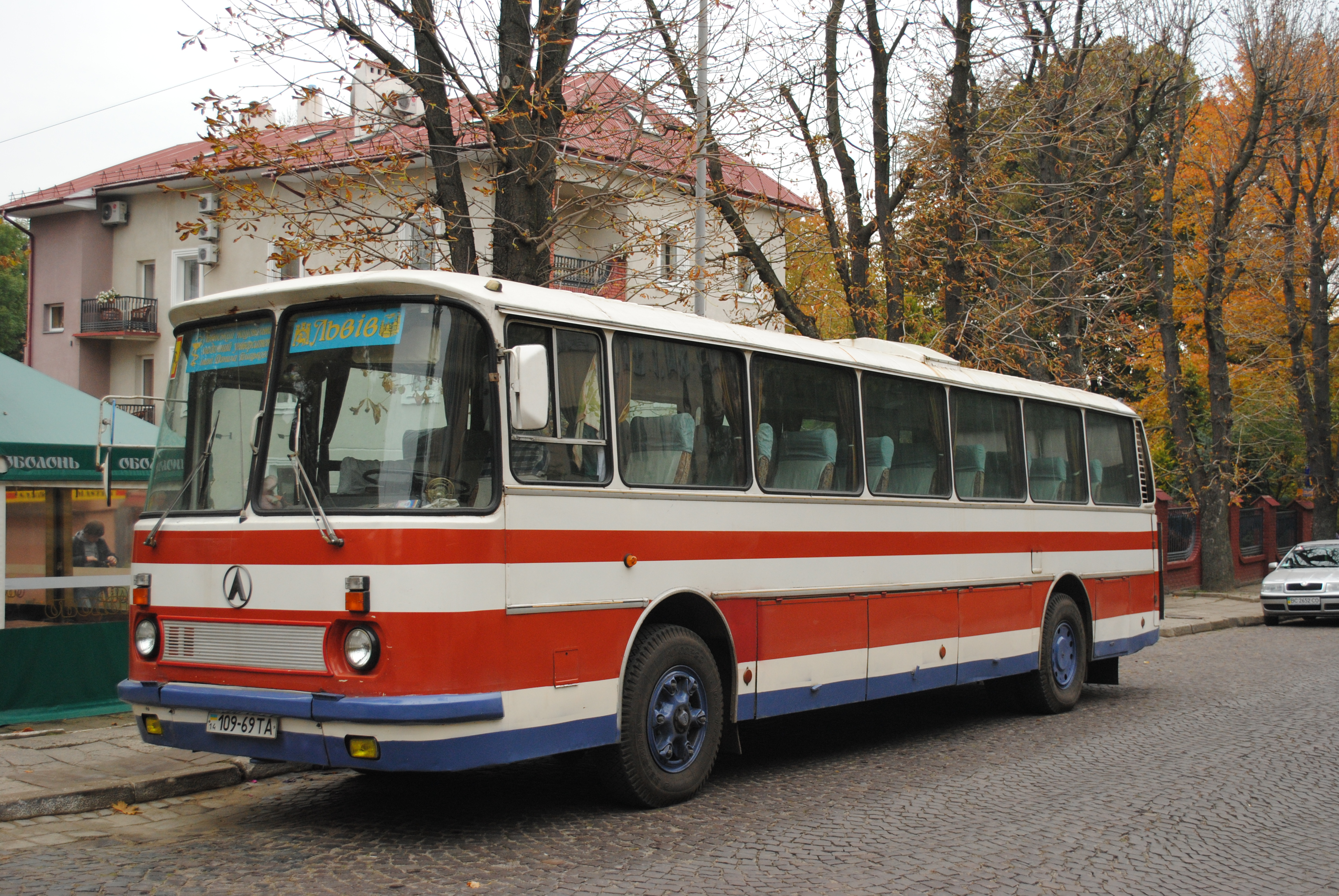
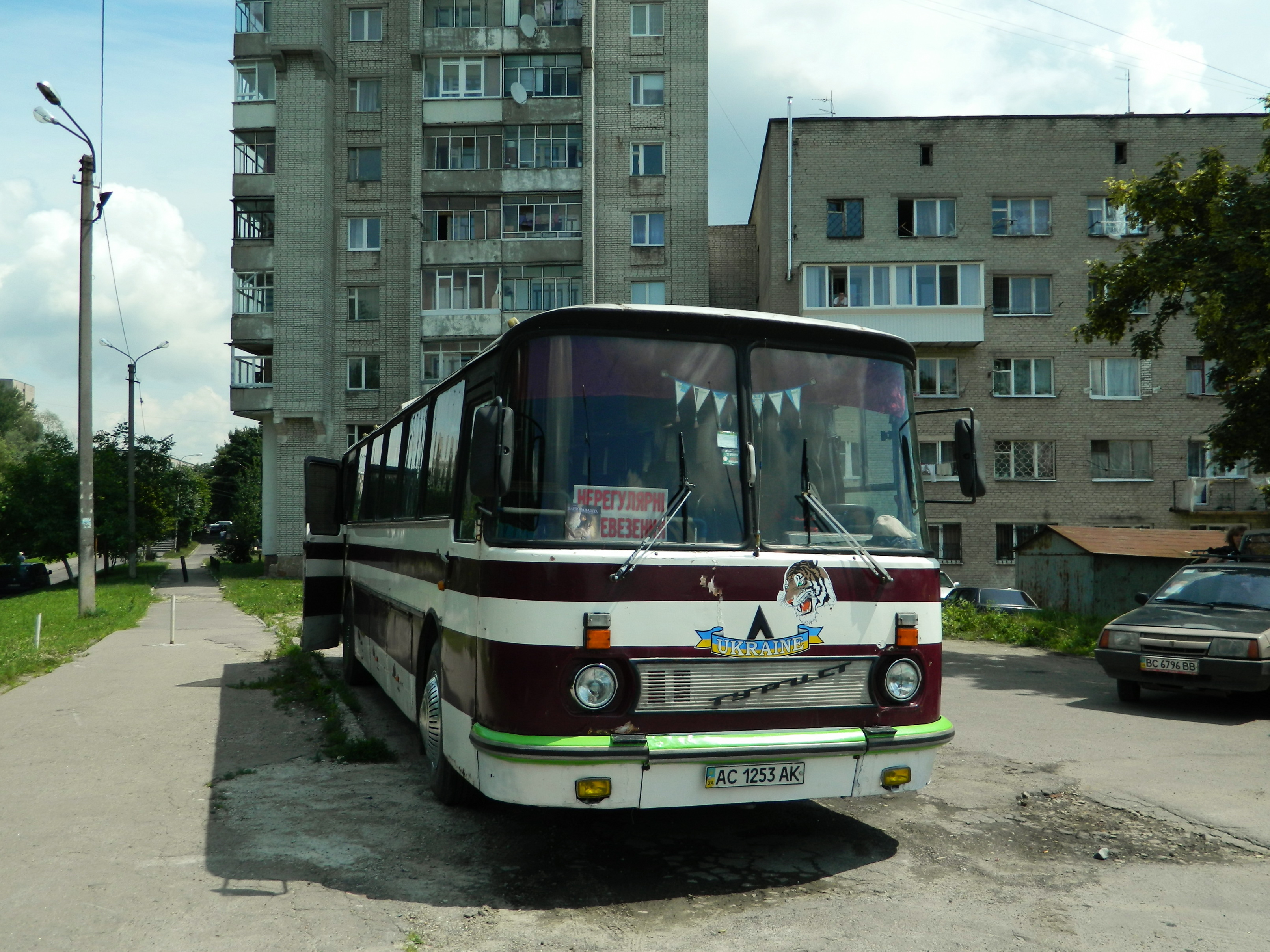
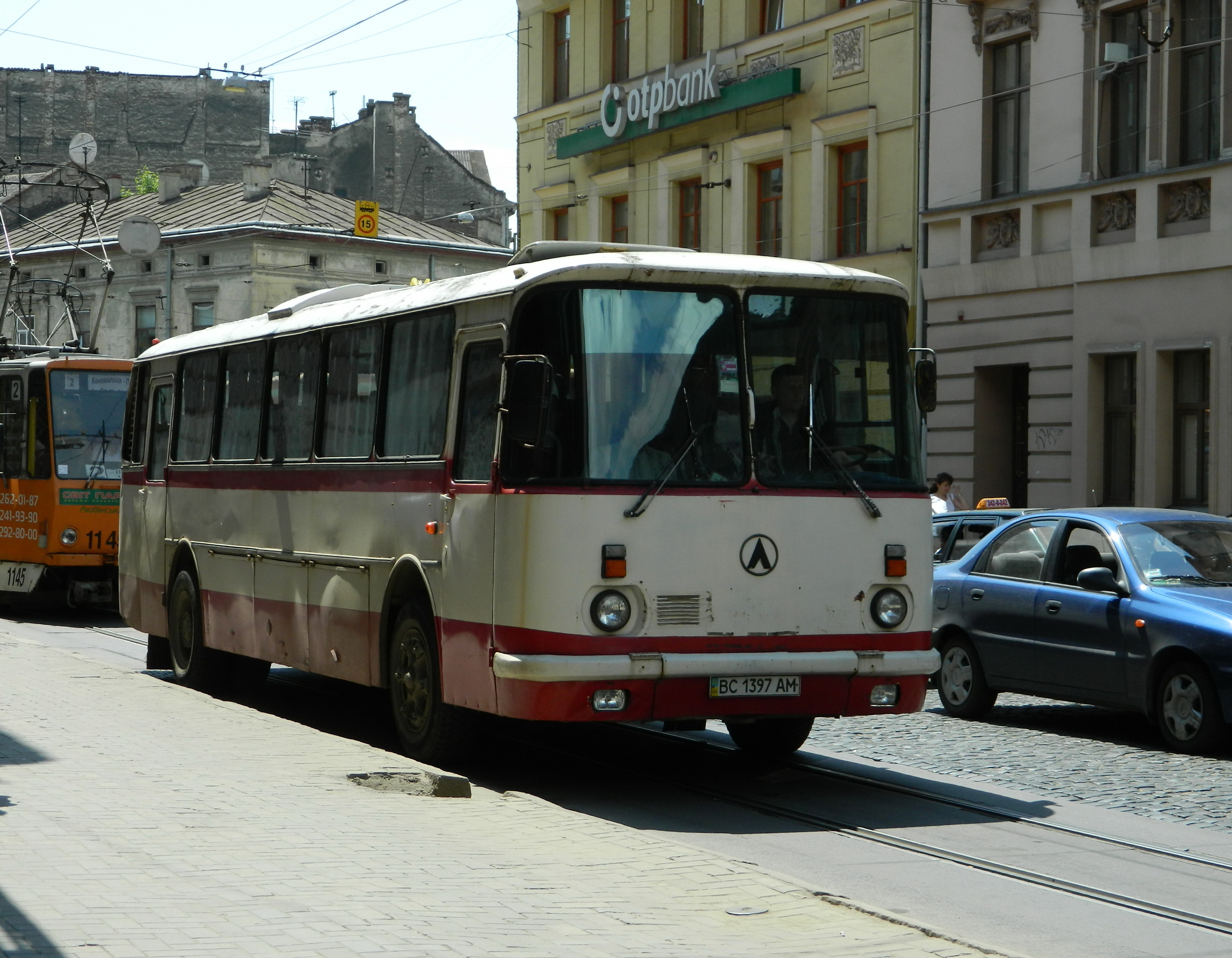
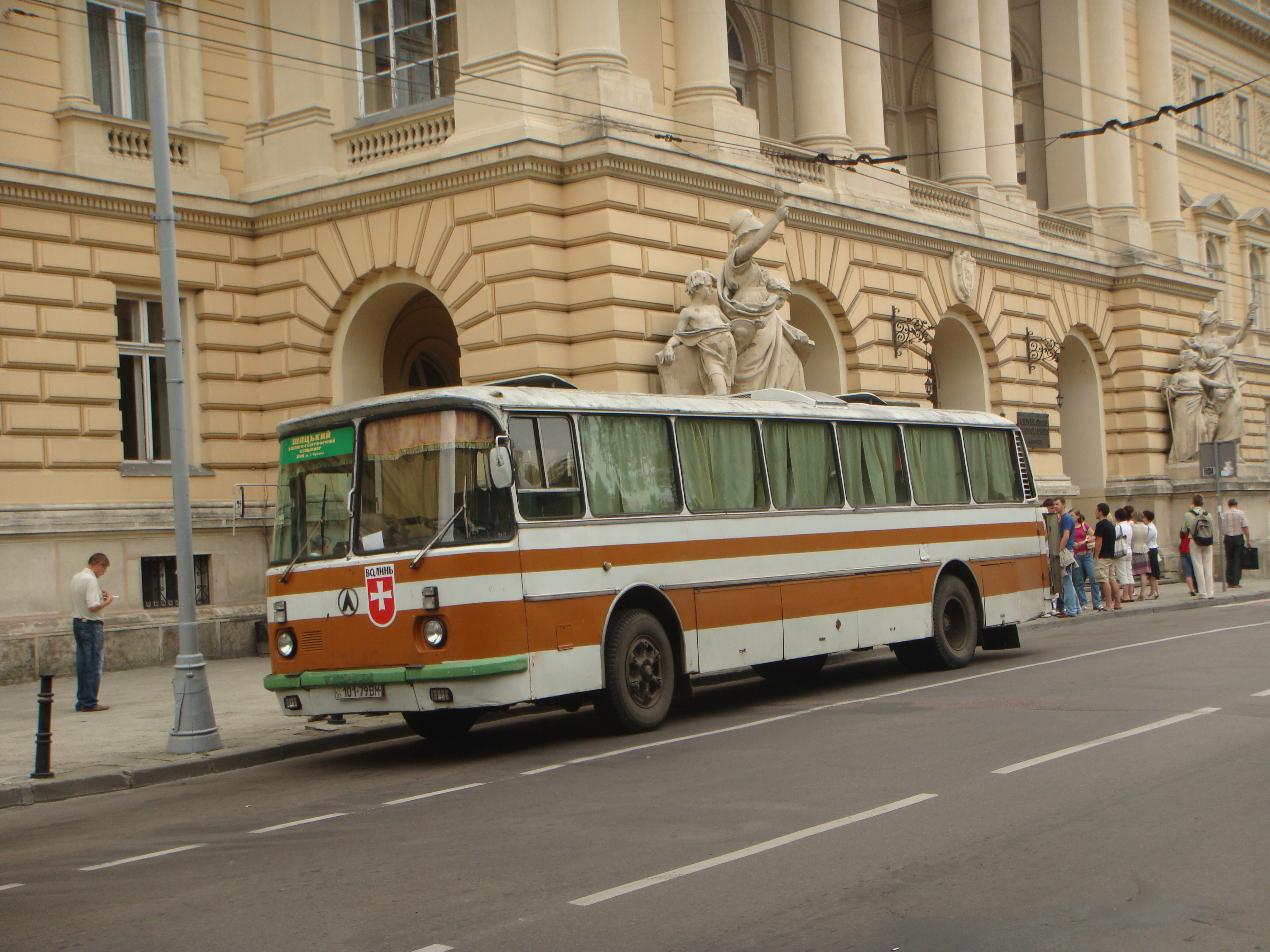
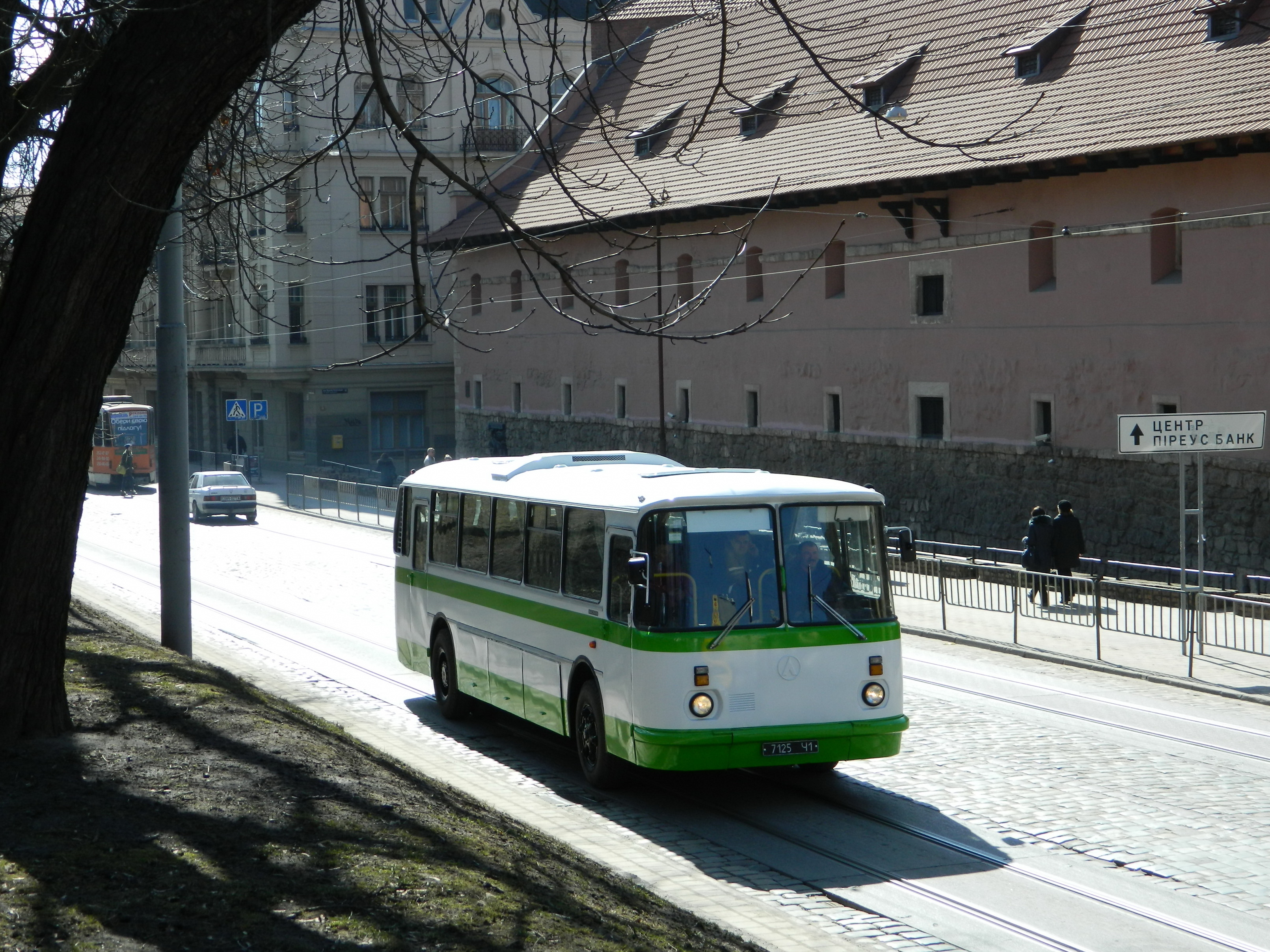
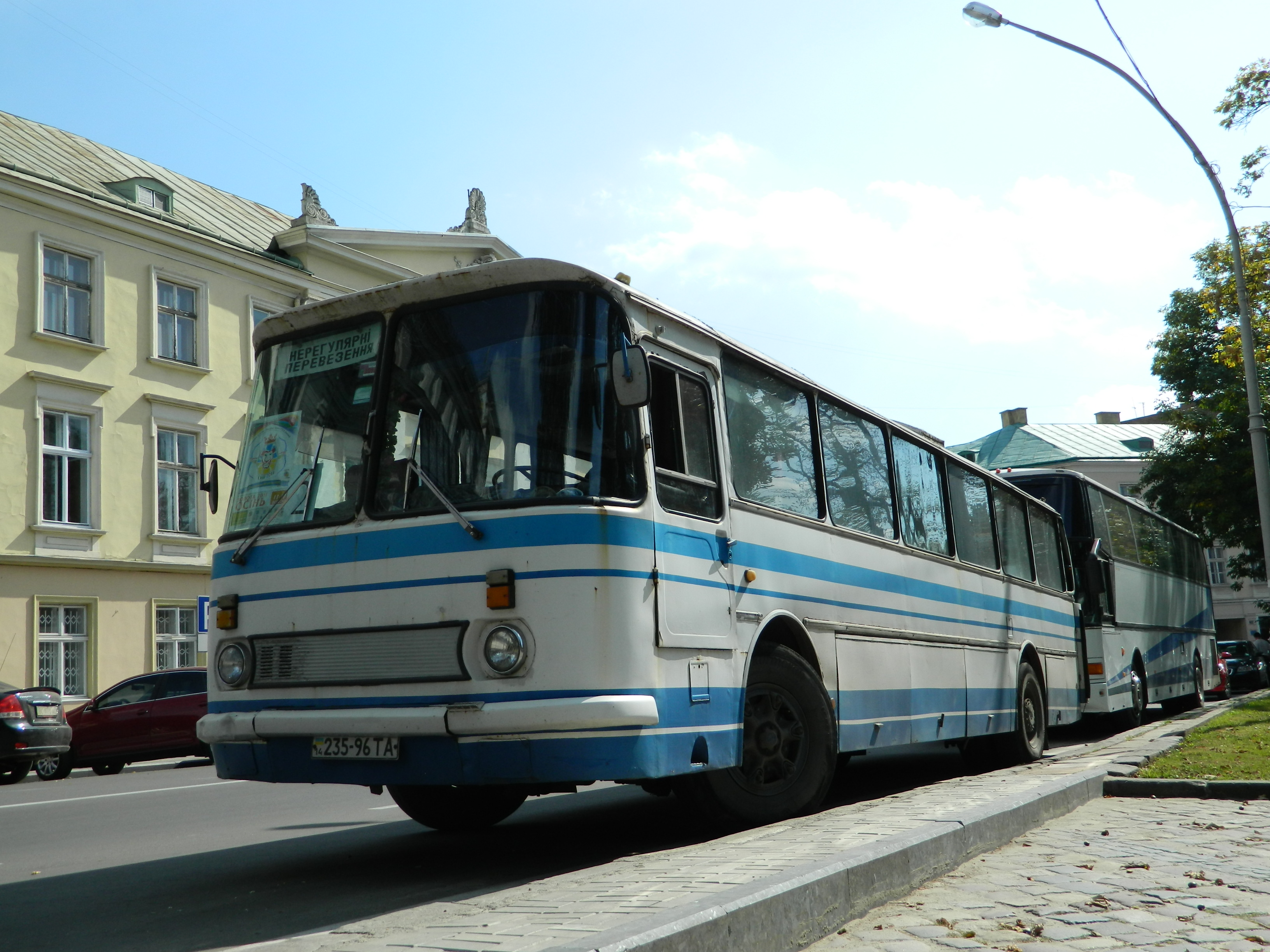
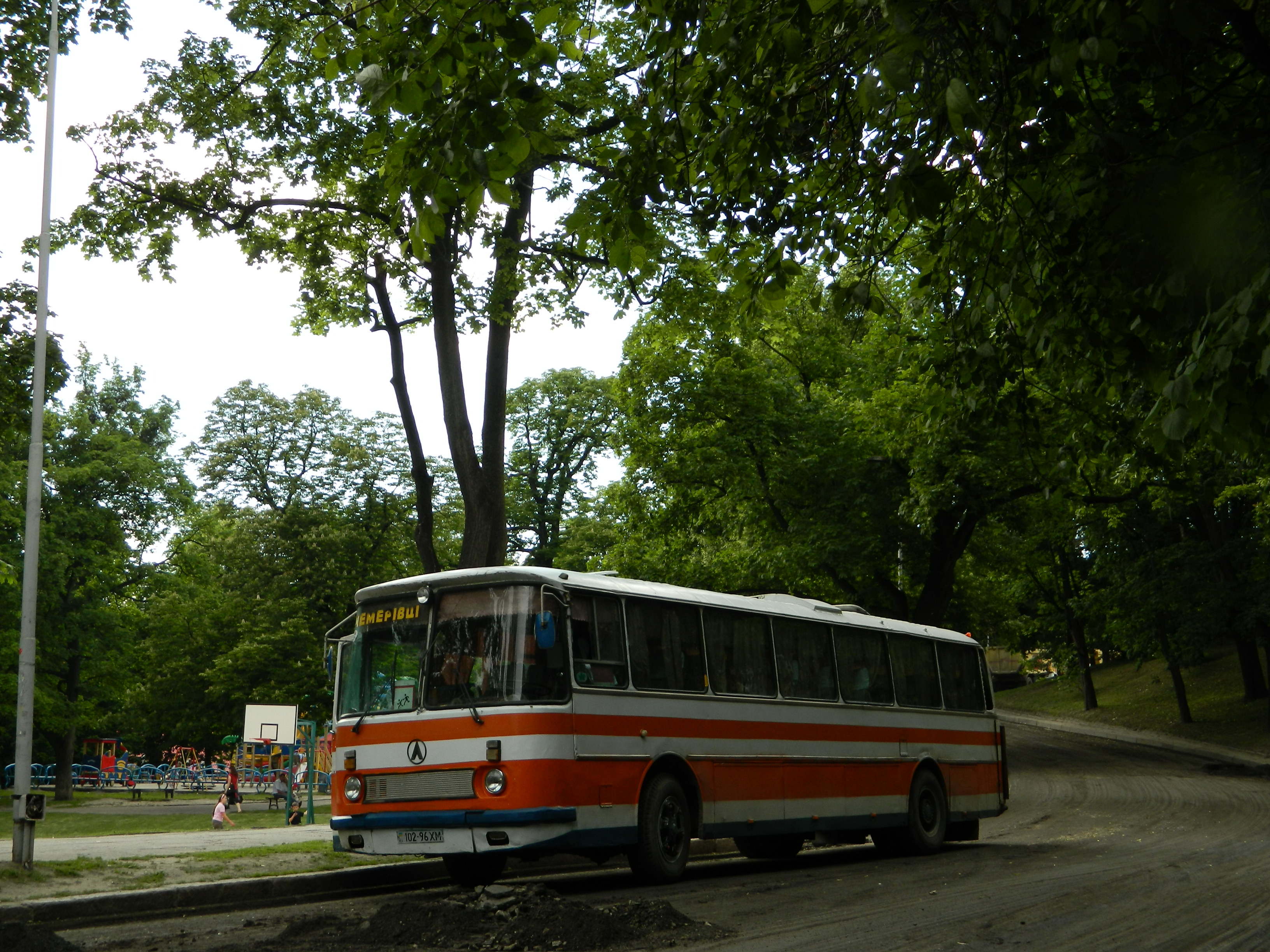
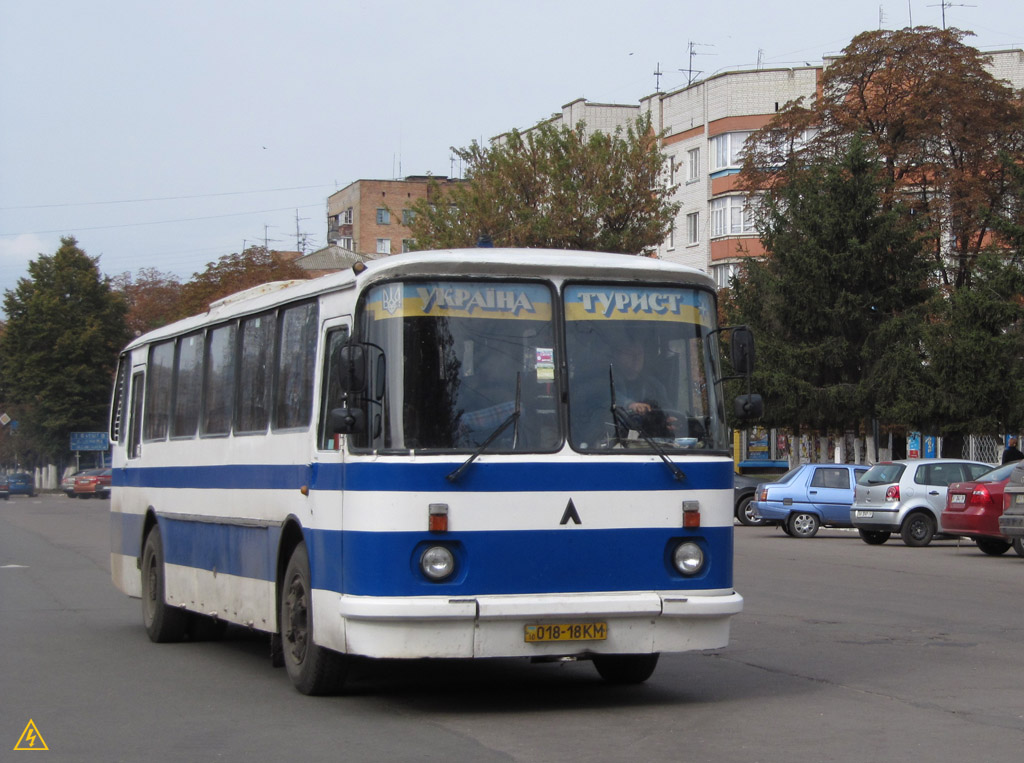
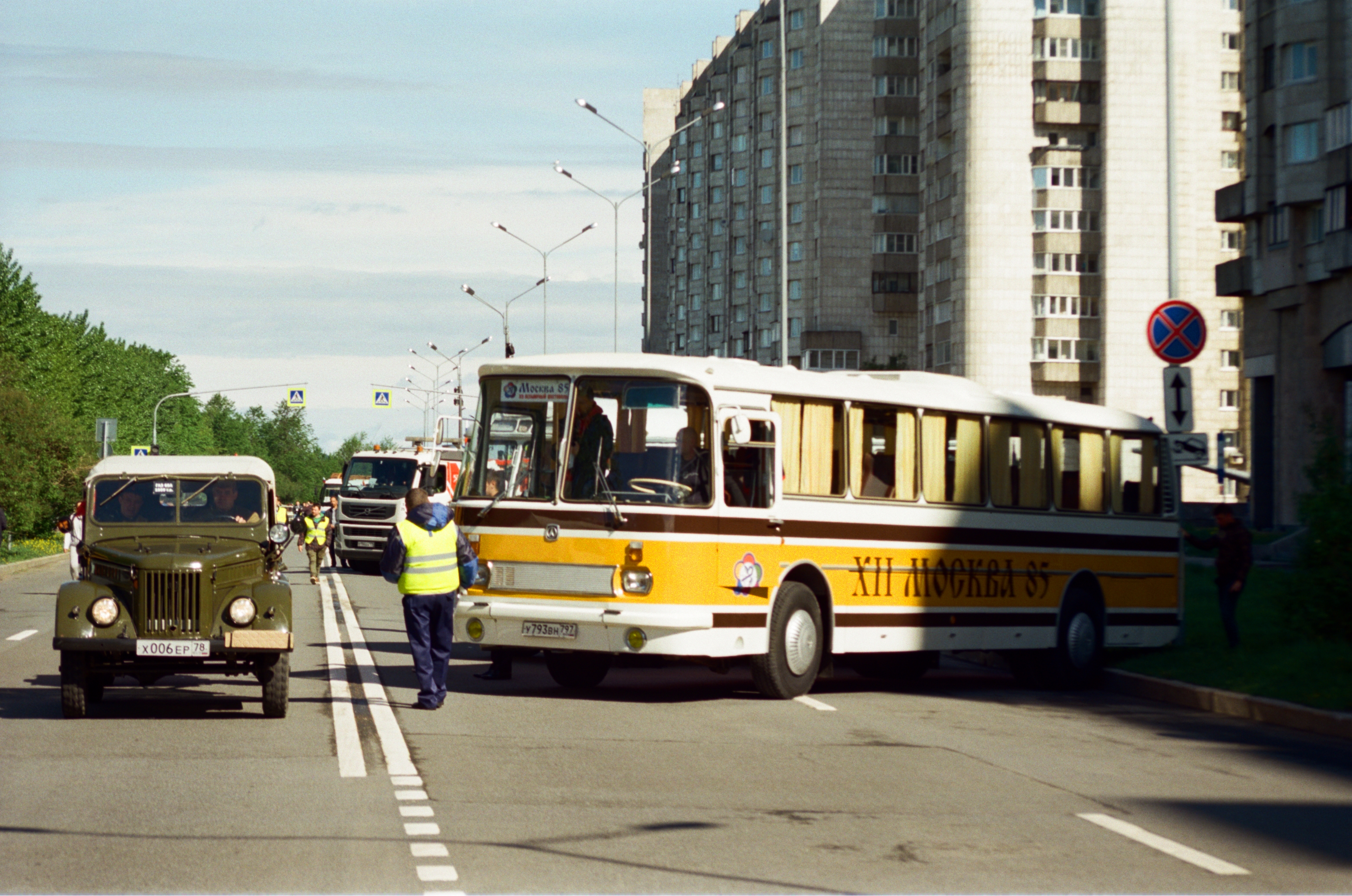
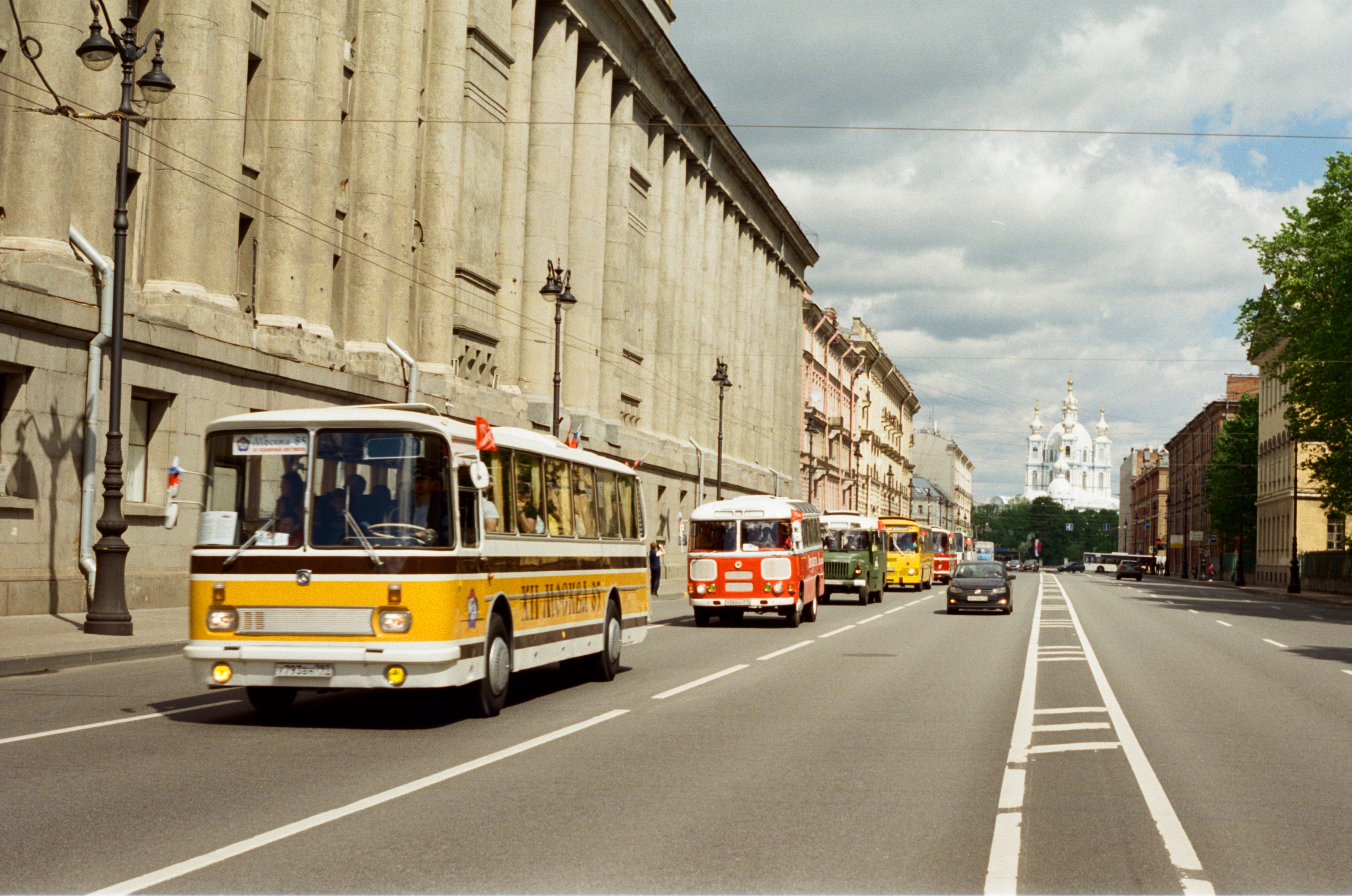
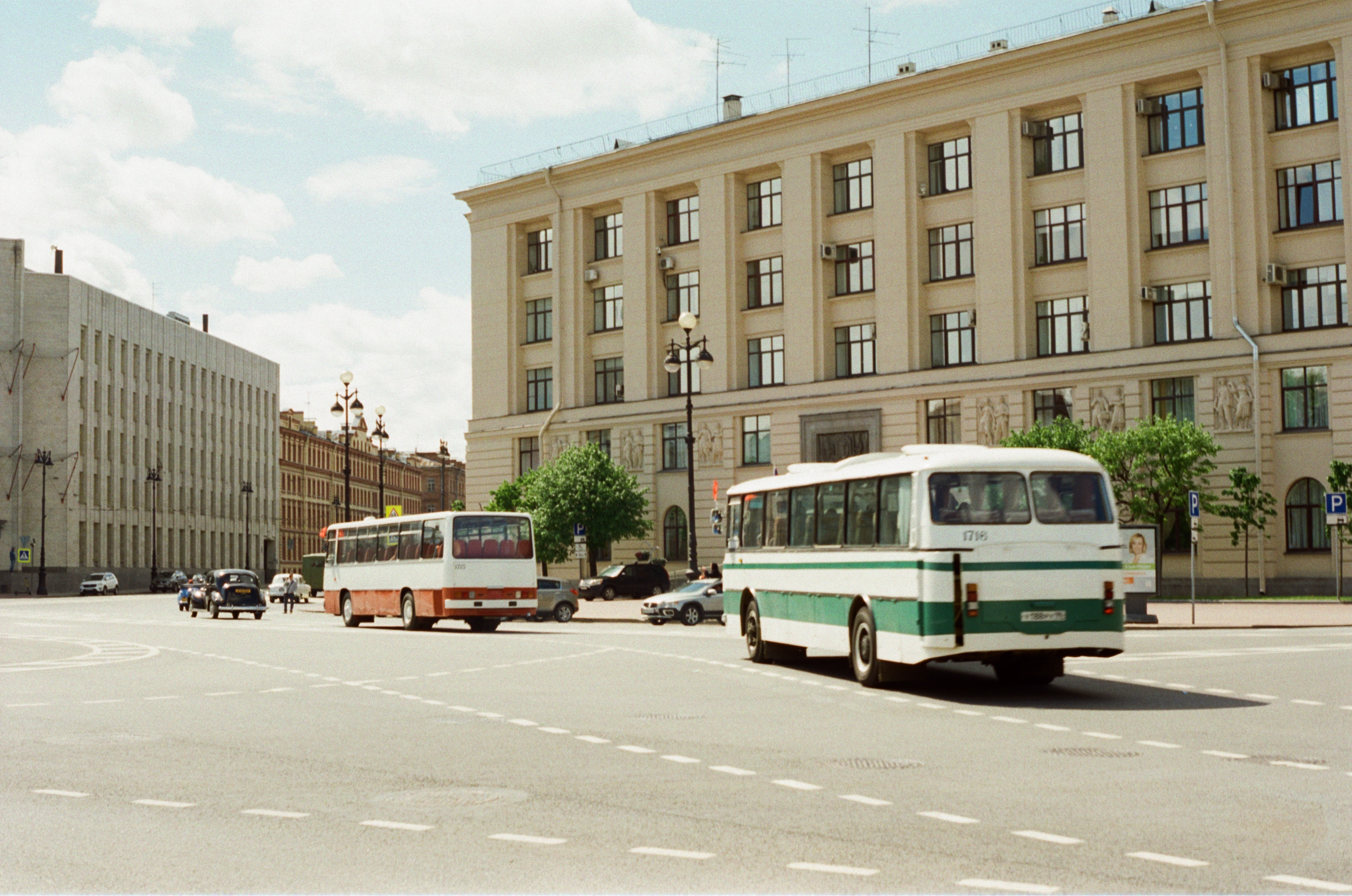
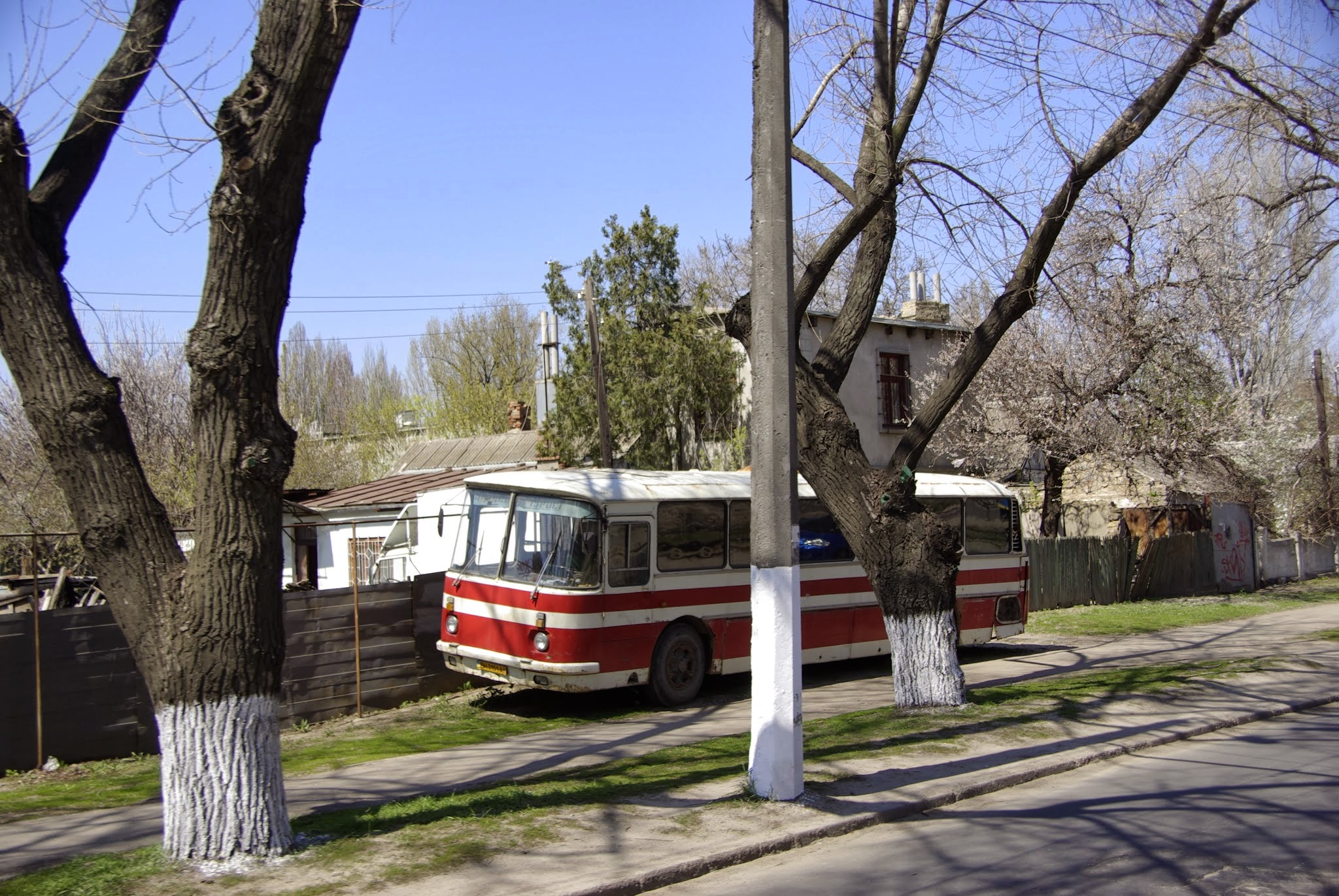
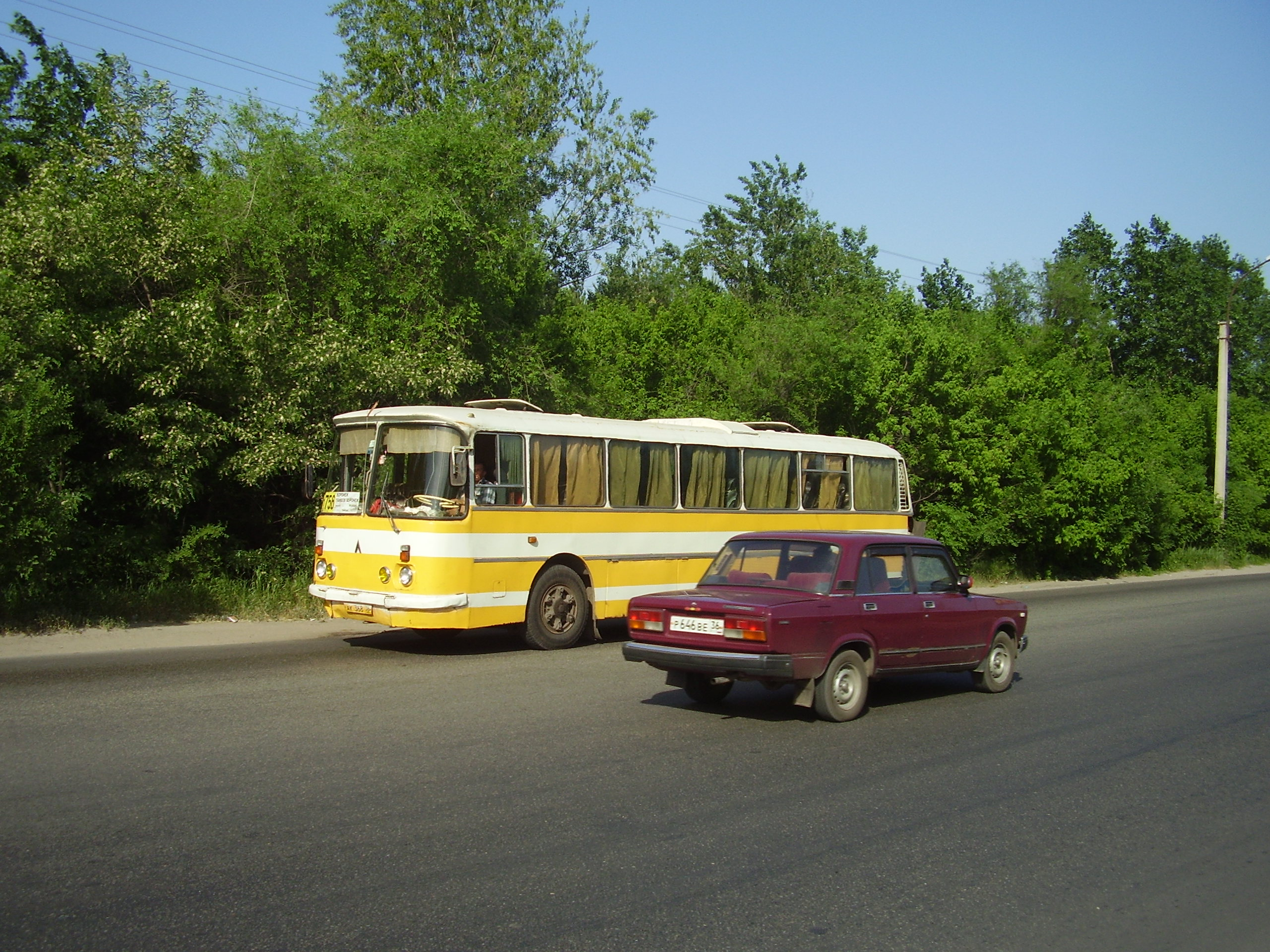

## Технічні характеристики
| Гальмівний шлях з 60 км/год, м                    | 32,1                                                                                            |
| Контрольна витрата палива при 60 км/год, л/100 км | 31,3                                                                                            |
| Радіус повороту, м                                | по зовнішньому колесу - 11,2 габаритний - 12,0                                                  |
| Двигун                                            | Мод. ЗІЛ-509.10 (ЗІЛ-375Я5), бензиновий, V-обр., 8-цил., 7,0 л, потужність 129 кВт, (180 л. с.) |
| Трансмісія                                        | 5-ступінчаста                                                                                   |
| Час розгону до 60 км/год, с.                      | 37,0                                                                                            |
| Кузов                                             | вагонного типу, з несучою основою, дві ручні двері                                              |
| Сидіння                                           | 41, розташування чотирирядне, літакового типу з регульованим нахилом спинки та підголовником    |
| Розташування двигуна                              | заднє                                                                                           |
| Об'єм багажних відсіків, м³                       | 4,38                                                                                            |
| Споряджена маса, кг                               | 8829                                                                                            |
| Повна маса, кг                                    | 12931                                                                                           |
| Максимальна швидкість, км/год                     | 102                                                                                             |
| Макс., долається підйом, %                        | 25                                                                                              |
| ------------------------------------------------- | ----------------------------------------------------------------------------------------------- |